# Wixia abdominalis
Wixia abdominalis O. P.-Cambridge, 1882 è un ragno appartenente alla famiglia Araneidae.
È l'unica specie nota del genere Wixia.

## Distribuzione
L'unica specie oggi nota di questo genere è stata rinvenuta in America meridionale (Guyana, Brasile e Bolivia).

## Tassonomia
Dal 2002 non sono stati esaminati altri esemplari, né sono state descritte sottospecie al 2014.

### Specie trasferite
L'elevato numero di specie trasferite ad altri generi è indice che peculiarità e caratteristiche, una volta riconducibili nell'alveo di un solo genere, oggi, per merito di una diagnostica sempre più approfondita, possono dare origine o essere ricondotte a più generi, ognuno con precisi caratteri distintivi:
1. Wixia acrosomoides Mello-Leitão, 1939; trasferita al genere Wagneriana F. O. P.-Cambridge, 1904.
2. Wixia acuta (Keyserling, 1865); trasferita al genere Alpaida O.P.-Cambridge, 1889.
3. Wixia akeholmi (Brignoli, 1983); trasferita al genere Tatepeira Levi, 1995.
4. Wixia albopunctata (Taczanowski, 1879); trasferita al genere Ocrepeira Marx, 1883.
5. Wixia albotaeniata Mello-Leitão, 1942; trasferita al genere Alpaida O. P.-Cambridge, 1889.
6. Wixia bacillifera (Simon, 1896); trasferita al genere Pozonia Schenkel, 1953.
7. Wixia bicornuta Mello-Leitão, 1949; trasferita al genere Ocrepeira Marx 1883.
8. Wixia bituberosa (O. P.-Cambridge, 1889); trasferita al genere Ocrepeira Marx 1883.
9. Wixia bryanti Archer, 1951; trasferita al genere Ocrepeira Marx 1883.
10. Wixia clivosa (O. P.-Cambridge, 1898); trasferita al genere Ocrepeira Marx 1883.
11. Wixia consequa (O. P.-Cambridge, 1889); trasferita al genere Ocrepeira Marx 1883.
12. Wixia darlingtoni (Bryant, 1945); trasferita al genere Ocrepeira Marx 1883.
13. Wixia destricta (O. P.-Cambridge, 1889); trasferita al genere Parawixia F. O. P.-Cambridge, 1904.
14. Wixia ectypa (Walckenaer, 1841); trasferita al genere Ocrepeira Marx 1883.
15. Wixia essequibensis (Hingston, 1932); trasferita al genere Eustala Simon, 1895.
16. Wixia fiebrigi (Dahl, 1906); trasferita al genere Ocrepeira Marx 1883.
17. Wixia fissifasciata Mello-Leitão, 1945; trasferita al genere Alpaida O. P.-Cambridge, 1889.
18. Wixia gavensis Camargo, 1950; trasferita al genere Wagneriana F. O. P.-Cambridge, 1904.
19. Wixia georgia Levi, 1976; trasferita al genere Ocrepeira Marx 1883.
20. Wixia gibbifera (O. P.-Cambridge, 1894); trasferita al genere Ocrepeira Marx 1883.
21. Wixia globosa F. O. P.-Cambridge, 1904; trasferita al genere Ocrepeira Marx 1883.
22. Wixia gnomo Mello-Leitão, 1943; trasferita al genere Ocrepeira Marx 1883.
23. Wixia grayi (Blackwall, 1863); trasferita al genere Alpaida O. P.-Cambridge, 1889.
24. Wixia hentziana Archer, 1951; trasferita al genere Ocrepeira Marx 1883.
25. Wixia incerta Bryant, 1936; trasferita al genere Ocrepeira Marx 1883.
26. Wixia infelix Soares & Camargo, 1948; trasferita al genere Mecynogea Simon, 1903.
27. Wixia lurida Mello-Leitão, 1943; trasferita al genere Ocrepeira Marx 1883.
28. Wixia mastophoroides (Mello-Leitão, 1942); trasferita al genere Ocrepeira Marx 1883.
29. Wixia minuta Saito, 1939; trasferita al genere Pronous Keyserling, 1881.
30. Wixia nigropunctata Mello-Leitão, 1941; trasferita al genere Alpaida O. P.-Cambridge, 1889.
31. Wixia nigroventris Bryant, 1936; trasferita al genere Pozonia Schenkel, 1953.
32. Wixia pujalsi Archer, 1958; trasferita al genere Ocrepeira Marx 1883.
33. Wixia rostratula (Keyserling, 1892); trasferita al genere Alpaida O. P.-Cambridge, 1889.
34. Wixia rubellula (Keyserling, 1892); trasferita al genere Alpaida O. P.-Cambridge, 1889.
35. Wixia rufa (O. P.-Cambridge, 1889); trasferita al genere Ocrepeira Marx 1883.
36. Wixia serrallesi Bryant, 1947; trasferita al genere Ocrepeira Marx 1883.
37. Wixia sicula F. O. P.-Cambridge, 1904; trasferita al genere Ocrepeira Marx 1883.
38. Wixia spinigera (O. P.-Cambridge, 1889); trasferita al genere Alpaida O. P.-Cambridge, 1889.
39. Wixia subrufa F. O. P.-Cambridge, 1904; trasferita al genere Ocrepeira Marx 1883.
40. Wixia tabula (Simon, 1895); trasferita al genere Alpaida O. P.-Cambridge, 1889.
41. Wixia tatarendensis (Tullgren, 1905); trasferita al genere Tatepeira Levi, 1995.
42. Wixia tenella (L. Koch, 1871); trasferita al genere Acacesia Simon, 1895 con la denominazione di Acacesia tenella (L. Koch, 1871) a seguito di un recente lavoro degli aracnologi Framenau, Scharff & Levi del 2009[1].
43. Wixia trigonellus (Caporiacco, 1954); trasferita al genere Ocrepeira Marx 1883.
44. Wixia trispinosa (Keyserling, 1892); trasferita al genere Alpaida O. P.-Cambridge, 1889.
45. Wixia tumida (Keyserling, 1865); trasferita al genere Ocrepeira Marx 1883.
46. Wixia turrigera (O. P.-Cambridge, 1898); trasferita al genere Ocrepeira Marx 1883.
47. Wixia vaurieorum Archer, 1965; trasferita al genere Ocrepeira Marx 1883.
48. Wixia venustula (Keyserling, 1879); trasferita al genere Ocrepeira Marx 1883.
49. Wixia vulcani Kraus, 1955; trasferita al genere Ocrepeira Marx 1883.

### Nomen dubium
- Wixia proxima Mello-Leitão, 1940; esemplari femminili, rinvenuti in Brasile, a seguito di uno studio dell'aracnologo Levi (1993b), sono da ritenersi nomina dubia[1].